# Deklarace o společném jazyku

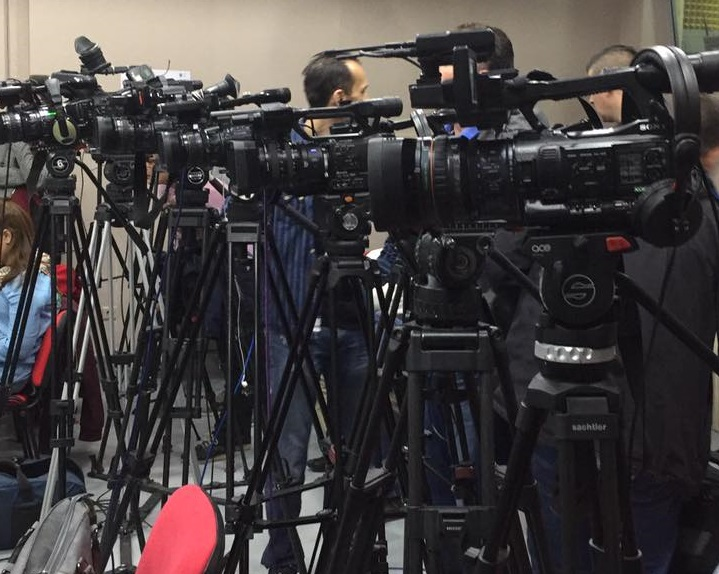
Televizní kamery na tiskové konferenci o Deklaraci o společném jazyce, Mediacentar Sarajevo

Deklarace o společném jazyku (srbochorvatsky: Deklaracija o zajedničkom jeziku / Декларација о заједничком језику) je prohlášení intelektuálů a spolků z Chorvatska, Bosny, Černé Hory a Srbska z roku 2017, které vzniklo jako součást projektu Jazyk a nacionalismus. Deklarace prohlašuje, že Chorvati, Bosňáci, Srbové a Černohorci sdílí jeden společný spisovný polycentrický jazyk. Deklaraci podepsalo ještě před její prezentací přes 200 spisovatelů, vědců, novinářů, aktivistů a představitelů veřejného života; po jejím zveřejnění více než 10 tisíc lidí.

### Články
- KNEZEVIC, Gordana. Southern Slavic? Balkan Nationalists Balk At Common Language Initiative. Radio Free Europe / Radio Liberty [online]. 2017-03-30 [cit. 2022-04-25]. Dostupné online.
- MILEKIC, Sven. Post-Yugoslav ‘Common Language’ Declaration Challenges Nationalism. BalkanInsight [online]. 2017-03-30 [cit. 2022-04-25]. Dostupné online.